# Chiara Aurelia
Chiara Aurelia de Braconier d'Alphen (Taos, Novo México, 13 de setembro de 2002) é uma atriz norte-americana. Ela é conhecida por seus papéis como Rose Lord em Tell Me Your Secrets e Jeanette Turner em Cruel Summer.

## Biografia
Aurelia nasceu em Taos, Novo México e cresceu em Albuquerque. Ela começou a atuar em produções escolares e aulas de teatro locais quando tinha cinco anos. A partir dos 11 anos, ela dividiu seu tempo entre Albuquerque e Los Angeles em busca de carreira. Ela estudou no Lee Strasberg Theatre and Film Institute.
Ela interpretou uma versão mais jovem da personagem de Carla Gugino na adaptação cinematográfica de 2017 de Gerald's Game, de Stephen King, e interpretou Misty Altmyer na estreia na direção de Alex Pettyfer em 2018, Back Roads, ambos ganhando o Young Entertainer Awards.
Em 2021, Aurelia começou a estrelar como Jeanette Turner na série Freeform Cruel Summer, bem como a interpretar Rose Lord na série TNT Tell Me Your Secrets. Ela também apareceu no filme Fear Street Part Two: 1978. Em julho de 2021, foi anunciado que Aurelia havia se juntado ao elenco da adaptação cinematográfica da Netflix de Luckiest Girl Alive, de Jessica Knoll.

## Filmografia
| Ano  | Título                         | Personagem                    | Notas                                    |
| ---- | ------------------------------ | ----------------------------- | ---------------------------------------- |
| 2014 | CSI: Crime Scene Investigation | Karen Bishop (jovem)          | Episódio: "Dead in his tracks"           |
| 2014 | Pretty Little Liars            | Addison                       | Episódio: "How the 'A' Stole Christmas"  |
| 2015 | Agent Carter                   | Eva                           | Episódio: "The Iron Ceiling"             |
| 2015 | Nicky, Ricky, Dicky & Dawn     | Denise                        | Episódio: "Quad-ventures in Babysitting" |
| 2015 | Foreseeable                    | Zoey Williams                 | Filme para televisão                     |
| 2015 | We Are Your Friends            | Kayli                         |                                          |
| 2015 | Big Sky                        | Grace                         |                                          |
| 2016 | Recovery Road                  | Ellie (12 anos)               | Episódio: "Sick as Our Secrets"          |
| 2016 | Secret Summer                  | Hailey                        | Filme para televisão                     |
| 2017 | Gerald's Game                  | Jessie (jovem)                |                                          |
| 2018 | The Brave                      | Verina Curtis                 | 2 episódios                              |
| 2018 | Back Roads                     | Misty Altmyer                 |                                          |
| 2021 | Tell Me Your Secrets           | Rose Lord                     | Elenco principal                         |
| 2021 | Cruel Summer                   | Jeanette Turner               | Elenco principal (1ª temporada)          |
| 2021 | Fear Street Part Two: 1978     | Sheila                        |                                          |
| 2022 | Luckiest Girl Alive            | Tiffani "Ani" Fanelli (jovem) |                                          |